# Сара Конър
Сара Конър (на немски: Sarah Connor) е сценичният псевдоним на германската певица Сара Леве (на немски: Sarah Lewe). Пяла е и с псевдонима Сара Грей (Грей е моминското име на майка ѝ).

## Биография
Родена е на 13 юни 1980 г. в Делменхорст, Германия в семейството на бизнесмен, занимаващ се с реклама, и бивш модел. Има четири сестри и един брат.
Като малка Сара пее в черковния хор. По-късно е приета в музикално училище, където е единствената ученичка, която не изучава свирене на какъвто и да е музикален инструмент, а е само вокал.
През 1997 г. е избрана да участва в концертното турне на Майкъл Джексън в Германия. В състава на детския хор тя изпълнява припева на песента „Heal the World“ по време на концерта в Бремен. След концерта се среща лично с Джексън.
По-късно подписва договор с първия си мениджър, получава псевдонима Сара Грей и записва няколко песни, в това число кавърверсии на известни стари хитове. Първата ѝ песен, попаднала в класациите, е танцувалният ремикс на Михаел Ван Линден на песен от 1982 г. Това става през 1999 г. Скоро след това сменя мениджъра си и псевдонима с този, с който е известна сега.
Две години по-късно първият сингъл на Сара Конър („Let’s Get Back to Bed – Boy!“) се изкачва в челото на хит-парадите в Германия. Става световноизвестна месеци по-късно със сингъла „From Sarah With Love“.
Сара Конър е била омъжена за американския музикант Марк Теренци, имат две деца (разводът започва през ноември 2008)

## Дискография

### Албуми
- 2001: Green Eyed Soul
- 2002: Unbelievable
- 2003: Key to My Soul
- 2005: Naughty but Nice
- 2005: Christmas In My Heart
- 2007: Soulicious
- 2008: Sexy as Hell
- 2010: REAL LOVE